# لارنس دی. تایسون
لارنس دی. تایسون (به انگلیسی: Lawrence D. Tyson) سناتور سابق عضو حزب دموکرات ایالات متحده آمریکا بود. وی در سال ۱۹۲۵ تا ۱۹۲۹ میلادی سناتور ایالت تنسی در سنای ایالات متحده آمریکا بود.